# Pfäffikon (Schwytz)
Pour les articles homonymes, voir Pfäffikon.
Pfäffikon est une localité située sur la commune de Freienbach dans le canton de Schwytz en Suisse. Elle se situe au bord du lac de Zurich. Elle est connue pour son parc aquatique Alpamare.

Vue aérienne de 300 m par Walter Mittelholzer (1924)